# Jean Guyot (résistant)
Pour les articles homonymes, voir Jean Guyot et Guyot.
Jean Guyot (né le 4 juillet 1918 à Dun-sur-Auron, dans le Cher et décédé le 26 janvier 2000 à Neuilly-sur-Seine, Hauts-de-Seine) est un résistant (il est Compagnon de la Libération) et ingénieur français.

## Études
Né dans une famille d'enseignants, Jean Guyot est ancien élève de l'École nationale supérieure des mines de Paris (promotion 1939, ingénieur civil des mines).

## Seconde Guerre mondiale
Mobilisé en mai 1940 dans l'artillerie, Guyot entre en janvier 1942 dans la Résistance alors qu'il est encore élève des Mines, comme agent P2 (permanent) du Bureau central de renseignements et d’action (BCRA), au titre du réseau de renseignements Mabro-Praxitèle. Il s'implique étroitement avec Pierre Brossolette. 
Il participe au mouvement Combat à Toulouse, prenant part à de nombreux sabotages dirigés contre l'occupant. En mars 1943, de retour à Paris pour le BCRA, il commence à monter un très important réseau de renseignements en zone nord. 

## Carrière après-guerre
Jean Guyot fait sa carrière comme ingénieur dans les travaux pétroliers, à partir de 1951 dans l'entreprise Entrepose, dont il est directeur général (1958-1962) puis président-directeur général (1962-1983).

## Distinctions
- Commandeur de la Légion d'honneur[Quand ?]
- Compagnon de la Libération (décret du 19 octobre 1945)[1]
- Croix de guerre 1939–1945 (2 palmes)
- Médaille de la Résistance française par décret du 6 avril 1944[2]
- Officier de l'ordre de la Couronne (Belgique)
- Croix de guerre belge avec palme
- Croix militaire (Royaume-Uni)